# First Division (Malta) 1921/22
Die First Division 1921/22 war die elfte Spielzeit in der Geschichte der höchsten maltesischen Fußballliga. Meister wurde zum fünften Mal der FC Floriana.

## Vereine
Im Vergleich zur Vorsaison verzichteten Marsa United, Paola United, Qormi United und Msida Rangers auf eine Teilnahme.

## Modus
Die Saison wurde in einer einfachen Runde ausgetragen. Für einen Sieg gab es zwei Punkte, für ein Unentschieden einen und für eine Niederlage keinen Punkt. Bei Punktgleichheit wurde um die Meisterschaft ein Entscheidungsspiel ausgetragen.

## Abschlusstabelle
| Pl. | Verein           | Sp. | S | U | N | Tore    | Quote | Punkte |
| --- | ---------------- | --- | - | - | - | ------- | ----- | ------ |
| 1.  | FC Floriana (M)  | 6   | 4 | 2 | 0 | 008:100 | 8,00  | 10:20  |
| 2.  | Sliema Wanderers | 6   | 4 | 1 | 1 | 013:700 | 1,86  | 09:30  |
| 3.  | Malta Police     | 6   | 3 | 2 | 1 | 010:300 | 3,33  | 08:40  |
| 4.  | Valletta United  | 6   | 3 | 1 | 2 | 010:100 | 1,00  | 07:50  |
| 5.  | FC St. George’s  | 6   | 0 | 4 | 2 | 002:600 | 0,33  | 04:80  |
| 6.  | Sliema Rangers   | 6   | 1 | 1 | 4 | 003:900 | 0,33  | 03:90  |
| 7.  | Ħamrun Lions     | 6   | 0 | 1 | 5 | 004:140 | 0,29  | 01:11  |

Platzierungskriterien: 1. Punkte – 2. Torquotient
| Zum Saisonende 1921/22:                   |                                  |
| Maltesischer Meister 1921/22: FC Floriana |                                  |
|                                           |                                  |
| Zum Saisonende 1920/21:                   |                                  |
| (M)                                       | Amtierender Meister: FC Floriana |

## Kreuztabelle
| 1921/22          | FC Floriana | Sliema Wanderers | POL | VUN | FC St. George’s | SRA | ĦAM |
| ---------------- | ----------- | ---------------- | --- | --- | --------------- | --- | --- |
| FC Floriana      |             | 1:1              | 0:0 | 2:0 | 1:0             | 2:0 | 2:0 |
| Sliema Wanderers | –           |                  | 2:1 | 2:3 | 3:0             | 3:1 | 2:1 |
| Malta Police     | –           | –                |     | 4:1 | 0:0             | 2:0 | 3:0 |
| Valletta United  | –           | –                | –   |     | 1:1             | 1:0 | 4:1 |
| FC St. George’s  | –           | –                | –   | –   |                 | 0:0 | 1:1 |
| Sliema Rangers   | –           | –                | –   | –   | –               |     | 2:1 |
| Ħamrun Lions     | –           | –                | –   | –   | –               | –   |     |